# Universidad de Gerona
La Universidad de Gerona (UdG) (en catalán: Universitat de Girona) es una universidad pública ubicada en Gerona, Cataluña (España). Fue reconocida como universidad el año 1991, fruto de la fusión de diversos centros de estudios universitarios de Gerona adscritos a otras universidades, aunque sus orígenes se remontan al Estudio General, un ente creado en 1446 por Alfonso el Magnánimo. La universidad está formada por cinco campus—los más importantes, el de Montilivi y el del casco antiguo—, aparte del Parque Científico y Tecnológico. En 2009 acogía 12.977 estudiantes y tenía 1200 profesores.
La UdG forma parte una alianza estratégica con la Universidad de las Islas Baleares, la Universidad de Perpiñán, la Universidad Pierre y Marie Curie y la Universidad de Lérida para formar el «Centro para la investigación y la educación superior-Pirineos Mediterráneo». Además, junto con la Universidad de las Islas Baleares, el Consejo Superior de Investigaciones Científicas y el Instituto Catalán de Investigación del Agua impulsan el Campus Euromediterráneo del Turismo y del Agua (e-MTA), que en 2011 obtuvo la distinción de Campus de Excelencia Internacional.

## Historia

### Precedentes: Estudio General
El rey Alfonso el Magnánimo concedió el 1446 el privilegio de impartir titulaciones de gramática, retórica, filosofía, teología, derecho y medicina en la ciudad de Gerona, lo que dio lugar a la creación del Estudio General (Estudi General). Las clases , sin embargo, no comenzaron oficialmente hasta 1572 debido a circunstancias derivadas de la guerra. Las clases se impartían a cargo de la Iglesia católica y de los síndicos municipales, y se llevaban a cabo en el edificio que actualmente se conoce como «Les Aguiles».
La construcción —que se extendía por los extramuros desde el convento de los Dominicos hasta las proximidades de Puerta Rufina con la fachada dando a la plaza de Santo Domingo— fue levantada para acoger los estudios con fondos otorgados por Felipe II. El obispo Romeo colocó la primera piedra el 4 de diciembre de 1561. El benemérito gerundense Iu Arno, con una donación de 744 libras barcelonesas, colaboró notablemente en la aceleración de las obras.
En 1710, el archiduque Carlos concedió el título de «Real» a la Universidad. Las clases continuaron, con notable prestigio, hasta el 1717, año en el que la universidad fue clausurada —al igual que el resto de universidades catalanas a excepción de la recién creada Universidad de Cervera— como consecuencia del Decreto de Nueva Planta.
A mediados del siglo XIX, durante la revolución liberal, el Ayuntamiento de Gerona creó la Universidad Libre de Gerona (Universitat Lliure de Girona), donde se impartían estudios de derecho y farmacia. La institución tuvo una corta vida, ya que sólo existió del 1869 al 1874, (5 años).

### La universidad en la actualidad
En lo que respecta a la historia reciente, la Universidad de Gerona tiene sus orígenes en la "Escuela Normal de Maestros" y en diferentes iniciativas surgidas en los años 60 que pretendían volver a instaurar los estudios universitarios en la ciudad catalana. Se creó la Escuela Universitaria de Ingeniería Técnica (Actual Escuela Politécnica Superior), la cual dependía de la Universidad politécnica de Cataluña y comenzó a impartir sus clases en 1973 y el Colegio Universitario de Gerona, el cual dependía de la Universidad Autónoma de Barcelona. Posteriormente también se recuperó el Estudio General, que en sus inicios impartía las enseñanzas de humanidades, empresariales, ciencias naturales y ciencias sociales.
El 30 de diciembre de 1991 el Parlamento de Cataluña aprobó la ley 35/1991 de creación de la nueva Universidad de Gerona, el texto del documento, firmado por el entonces presidente Jordi Pujol, fue publicado el 15 de enero de 1992 en el Diario Oficial de la Generalidad de Cataluña.
Posteriormente, el 1 de julio del mismo año, la Generalitat publicó el decreto 131/1992 según el cual se segregaban, para integrarse en la UdG, el Colegio Universitario de la Universidad Autónoma de Barcelona, la Escuela Universitaria de Formación del Profesorado de EGB y la Escuela Universitaria de Estudios Empresariales, y también se independizaba de la Universidad Politécnica de Cataluña la Escuela Universitaria Politécnica. El primer rector de la Universidad de Gerona fue Josep Maria Nadal Farreras.

## Localización y campus universitarios

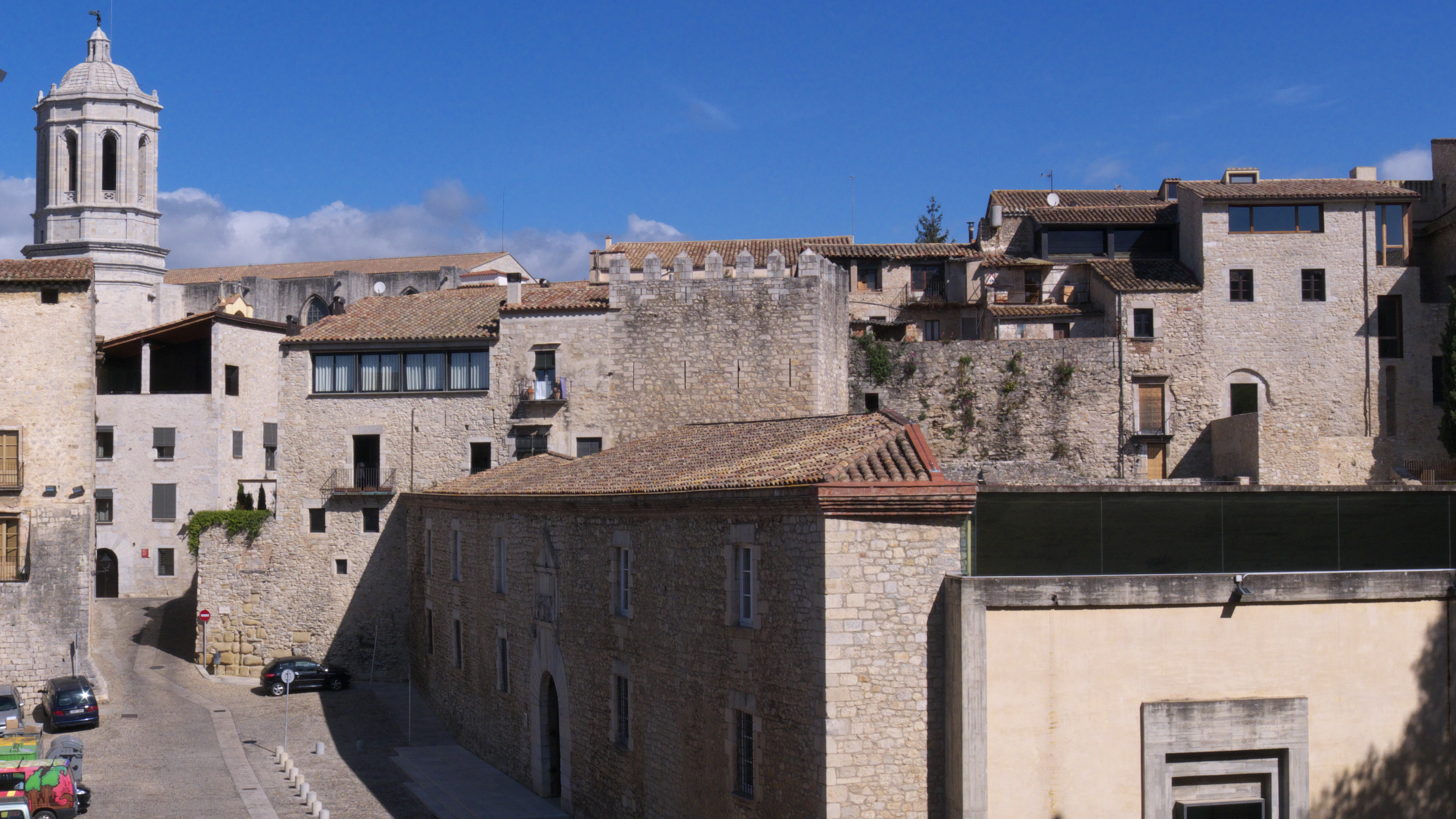

La Universidad de Gerona tiene todos sus edificios dentro de la misma ciudad. Se diferencian tres campus: el de Montilivi, el del Barrio Viejo y el del Centro. En el Mercadal, en el centro de la ciudad, se encuentra el edificio que albergaba la Fundación UdG: Innovación y Formación (trasladada en 2015). Finalmente, el Parque científico y tecnológico—a pesar de no ser propiamente un campus—se encuentra en la zona de La Creueta, en el límite de la ciudad con Quart. En total, la superficie de la Universidad ronda unos 165.000 m².
Fuera de la ciudad, hay cátedras de la UdG que tienen su sede en varias poblaciones de la provincia de Gerona. Por otra parte, hay varios centros de enseñanza superior que están adscritos a la Universidad sin formar parte estrictamente de ella.

### Montilivi

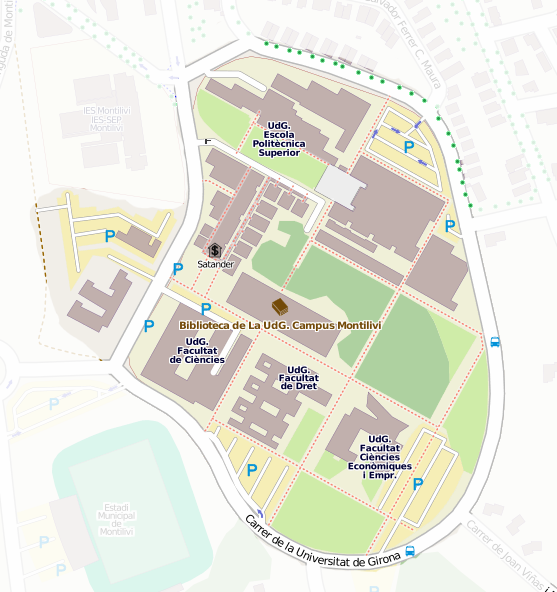
Plano del Campus de Montilivi, con los edificios universitarios resaltados.

El campus de Montilivi es el más nuevo de la UdG y está en plena expansión. Se sitúa en el Barrio de Montilivi de Gerona. En él se encuentran diversas facultades y organismos de la UdG, entre los que destacan la Escuela Politécnica Superior, la Facultad de Ciencias, la Facultad de Ciencias Económicas y Empresariales, la Facultad de Derecho, la Biblioteca de Montilivi (la más grande del conjunto de la Universidad), la Zona Deportiva con el servicio de deportes, y el Centro de Información y Asesoramiento para Estudiantes (CIAE).

### Barrio Viejo (Barri Vell)
El campus Barri Vell se sitúa en pleno patrimonio histórico de la ciudad de Gerona. En él destacan entre otros edificios el Rectorado de Les Àligues, la Facultad de Letras, el edificio del Seminario (actualmente en rehabilitación), la Facultad de Turismo, anteriormente ubicada en San Felíu de Guixols (Costa Brava) y la Facultad de Educación y Psicología.

### Campus del Centro (Campus Centre)
Como su nombre indica, el campus del centro se sitúa en pleno centro urbano de Gerona. El edificio principal es el antiguamente conocido como Escola Normal, y popularmente conocido entre los habitantes de Gerona como La Normal. Este edificio es la sede de la Facultad de Enfermería y de la Facultad de Medicina.

### Parque Científico y Tecnológico (Parc Científic i Tecnològic)
El Parque Científico y Tecnológico de la Universidad de Gerona- proyectado a finales de la década de 1990 y comenzado a construir en 2004— se sitúa cerca del vecindario de la Creueta, cerca a la villa de Quart, en la parte opuesta a monte de Montilivi en donde se encuentra el Campus de Montilivi. Tiene una extensión total de 75.000 m², de los cuales 36.000 están construidos; actualmente hay 6 edificios, de los cuales el inicialmente destinado al centro CENTA ha sido destinado a albergar una empresa privada. 
El objetivo del parque es acoger y dar apoyo a empresas, spin-offs y estructuras (a menudo estructuras mixtas universidad-empresa) relacionadas con la I+D+I. 
La Fundación "Parque Científico y Tecnológico de la Universidad de Gerona", nacida en 2001 y formada por 20 patronos, entre ellos la Universidad, el Ayuntamiento, la Federación de Organizaciones Empresariales de Gerona, la Diputación y la Cámara de Comercio-, es quien gestiona y planifica el Parque.

## Centros docentes y estudios
Durante 2010-2011, la Universidad de Gerona impartía un total de 36 estudios diferentes (44 contando los centros adscritos). En este mismo curso, el 2010-2011, se completó la adaptación de todos los estudios al Espacio Europeo de Educación Superior, al igual que el resto de universidades españolas. La UdG también ofrece aproximadamente más de 45 programas de máster universitario en todos los campos, así como programas de doctorado.
Las 10 facultades y escuelas que forman parte de la Universidad y en los cuales se imparte su oferta docente son:
- Escuela de Doctorado
- Escuela Politécnica Superior
- Facultad de Ciencias
- Facultad de Ciencias Económicas y Empresariales
- Facultad de Derecho
- Facultad de Educación y Psicología
- Facultad de Enfermería
- Facultad de Letras
- Facultad de Medicina
- Facultad de Turismo

Además, también cuenta con tres bibliotecas universitarias repartidas en los campus: La Biblioteca del campus del Barrio Viejo, la Biblioteca del campus de Montilivi y la Biblioteca de Emili Grahit.